# Магела (печера)
Магела (Когтя) також Магілі (вірм. Մագելի (Մագելանի) քարանձավ) — карстова печера в Вайоц Дзорскому районі Вірменії, вважається найбільшою у Вірменії. Досліджена тільки до глибини 1,7 км. У печері є безліч коротких відгалужень, які досі повністю не досліджені. Печера отримала ім'я на честь мисливця Магелана Аракеляна (який відкрив печеру в 1980 році), якого коротко називали Магел.
У печері є кілька місць скупчення сталактитів і сталагмітів.
Печеру Магела була населена ще в епоху неоліту, про що свідчать знайдені в ній ведмежі кістки, кам'яні знаряддя праці та інші предмети.
Завдяки глибині в печері постійна температура 14 °С (58 °F).
Вхід в печеру настільки вузький, що тільки одна людина може пройти.
У печері Магела мешкають вісім видів кажанів, шість з яких включені до Червоної книги Вірменії.
У 2005 році в печері відкрили велику, близько 600 особин, материнську колонію араксійскіх нічних кажанів (лат. Myotis araxenus).